# Ralf Vollmuth
Ralf Vollmuth (* 4. Mai 1963 in Würzburg) ist ein deutscher Zahnarzt, Sanitätsoffizier (Oberstarzt) und Medizinhistoriker. Er forscht, insbesondere zur Traumatologie und Chirurgie an der Wende vom Mittelalter zur Frühen Neuzeit, am Zentrum für Militärgeschichte und Sozialwissenschaften der Bundeswehr in Potsdam und lehrt am Institut für Geschichte der Medizin Würzburg.

## Leben
Vollmuth trat nach der gymnasialen Ausbildung in Würzburg (wo der in Gerbrunn wohnende Schüler unter anderem das dortige Friedrich-Koenig-Gymnasium besuchte) und dem Abitur 1982 als Sanitätsoffizieranwärter in die Bundeswehr ein. Von 1982 bis 1988 studierte er Zahnmedizin an der Julius-Maximilians-Universität Würzburg. Zusätzlich besuchte er ab 1986 Vorlesungen in den Fächern Geschichte und Germanistik. Danach war er Leiter von Zahnarztgruppen. 1991 wurde er Lehrbeauftragter am Institut für Geschichte der Medizin Würzburg. 1991 wurde er mit der Dissertation Die sanitätsdienstliche Versorgung in den Landsknechtsheeren des ausgehenden Mittelalters und der frühen Neuzeit. Probleme und Lösungsansätze zum Dr. med. dent. promoviert.
Danach wurde er im Wehrbereichskommando VI/1 in München und im Stab des Luftwaffenversorgungsregiments 1 in Erding verwendet. 2000 habilitierte er sich im Fach Geschichte der Medizin an der Universität Würzburg mit einer Arbeit zur Traumatologie und Feldchirurgie an der Wende vom Mittelalter zur Neuzeit, exemplarisch dargestellt anhand der ‚Großen Chirurgie‘ des Walther Hermann Ryff und übernahm eine Privatdozentur. 2006 erhielt er eine außerordentliche Professur. Sein Forschungsschwerpunkt ist Anatomie- und Chirurgiegeschichte des Mittelalters und der Frühneuzeit.
2001 wurde er Dezernent im Sanitätsamt der Bundeswehr (SanABw) in München und 2010 Leiter der Zahnarztgruppe in Hammelburg. Von 2013 bis 2016 war er wissenschaftlicher Mitarbeiter im Forschungsbereich „Militärgeschichte seit 1945“ am Zentrum für Militärgeschichte und Sozialwissenschaften der Bundeswehr (ZMSBw) in Potsdam. Im Juli 2016 wurde er zum Beauftragten des Inspekteurs des Sanitätsdienstes für Geschichte, Theorie und Ethik der Wehrmedizin am ZMSBw ernannt.
Er ist Mitglied u. a. der Gesellschaft für Geschichte der Wehrmedizin (Beisitzer), des Arbeitskreises Geschichte und Ethik der Wehrmedizin der DGWMP (Vorsitzender), der Deutschen Gesellschaft für Geschichte der Medizin, Naturwissenschaft und Technik, der Görres-Gesellschaft, der Gemeinschaft für deutsche Studentengeschichte und des Mediävistenverbandes. Bis zur Auflösung der Würzburger medizinhistorischen Gesellschaft im Jahre 2011 war Ralf Vollmuth über viele Jahre aktives Mitglied, zuletzt als deren Vorsitzender.
Vollmuth veröffentlichte mehrere Bücher, Beiträge in Fachzeitschriften (u. a. Schiff & Zeit, Zahnärztliche Mitteilungen, Wehrmedizin und Wehrpharmazie) und Sammelbänden und Artikel im „Pschyrembel Wörterbuch Medizingeschichte“. Außerdem war er ab 2001 Mitherausgeber der Würzburger medizinhistorischen Mitteilungen (gemeinsam mit Gundolf Keil und Dominik Groß).
Er ist verheiratet und Vater eines Kindes. Seit 1982 ist er Mitglied der katholischen Studentenverbindung KDStV Markomannia Würzburg.

## Veröffentlichungen (Auswahl)
- mit Thomas Sauer: Briefe von Mitgliedern der Würzburger Medizinischen Fakultät im Nachlaß Anton Rulands. Quellen zur Geschichte der Medizin im 19. Jahrhundert, mit Kurzbiographien. In: Würzburger medizinhistorische Mitteilungen. Band 9, 1991, S. 135–206.
- Die Motivation für eine Verwundetenfürsorge in den frühneuzeitlichen Landsknechtsheeren. In: Würzburger medizinhistorische Mitteilungen. Band 9, 1991, S. 323–343.
- Die sanitätsdienstliche Versorgung in den Landsknechtheeren des ausgehenden Mittelalters und der frühen Neuzeit: Probleme und Lösungsansätze. (zugleich Medizinische Dissertation Würzburg 1990) Königshausen & Neumann, Würzburg 1991 (= Würzburger medizinhistorische Forschungen. Band 51), ISBN 3-88479-800-6.
- „Von den geschosszenen Wunden“. Die Behandlung von Schußwunden in deutschsprachigen chirurgischen Werken des 15. Jahrhunderts. In: Orvostörténeti közlemények. Communicationes des historia artis medicinae 145–146. Band 40, 1994, Nr. 1–2, S. 5–28.
- als Hrsg. mit Thomas Sauer: Geschichte der Katholischen Deutschen Studentenverbindung Markomannia. Im Auftrag des Altherrenverbandes der KDStV Markomannia Würzburg, SH-Verlag, Vierow 1996, ISBN 3-89498-028-1.
- Traumatologie und Feldchirurgie an der Wende vom Mittelalter zur Neuzeit, exemplarisch dargestellt anhand der „Großen Chirurgie“ des Walther Hermann Ryff. (zugleich Medizinische Habilitationsschrift Würzburg 2000) Steiner, Stuttgart 2001 (= Sudhoffs Archiv. Beiheft 45), ISBN 3-515-07742-1.
- Das anatomische Zeitalter. Die Anatomie der Renaissance von Leonardo da Vinci bis Andreas Vesal. Verlag Neuer Merkur, München 2004, ISBN 3-929360-70-5.
- Renaissance: Ein neuer Blick auf den Menschen. In: Medizin im Mittelalter. Zwischen Erfahrungswissen, Magie und Religion (= Spektrum der Wissenschaften. Spezial: Archäologie Geschichte Kultur. Band 2.19), 2019, S. 76–81.